# Chilfa
R. Chilfa (auch: Ilfa, auch: Chilfi) war ein jüdischer Gelehrter des Altertums, wird zu den palästinischen Amoräern der zweiten Generation gezählt und lebte und wirkte im zweiten und dritten nachchristlichen Jahrhundert.
Er war Jugendgenosse und Freund Jochanans und schon zu Rabbis Zeiten bedeutend.
Einst hätten sich Chilfa und Jochanan in großer Not befunden, so dass sie das Studium hätten aufgeben und sich einer kaufmännischen Tätigkeit zuneigen müssen. Jochanan kehrte zum Studium zurück und wurde Leiter der Akademie, während Chilfa beim Handel geblieben sei, das Torawissen aber nicht vergessen habe. Man habe ihm erklärt, auch er hätte Akademieleiter werden können. Daraufhin forderte er, sein Wissen aufs Schärfste zu überprüfen, und kündigte an, beim kleinsten Versagen sich ins Meer stürzen zu wollen. Die Probe wurde gemacht und von Chilfa bestanden (bab Taanit 21 a).